# Punta Sbaron
La Punta Sbaron (2.223 m s.l.m.) è una montagna delle Alpi Graie che si trova in Piemonte.

## Descrizione

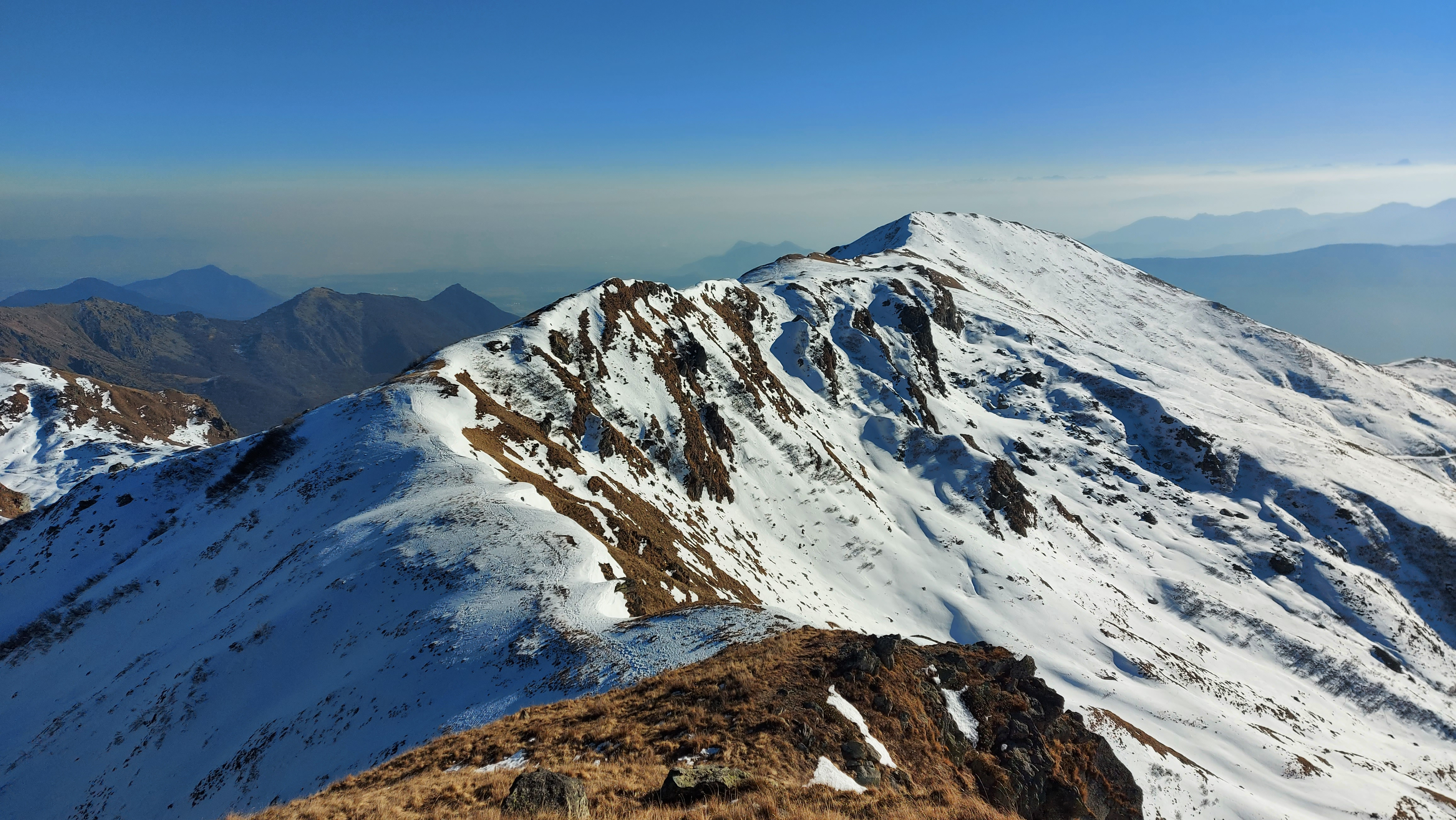
La punta Sbaron vista dalla cresta verso la punta di Grifone.

La punta Sbaron fa parte di un costolone secondario che si stacca verso sud dallo spartiacque tra la val di Susa e la valle di Viù e divide la Val Sessi (a est) da quella del Gravio di Condove. 
Dalla punta si ha un bel panorama sulla bassa val di Susa.

## Ascesa alla vetta
La via più facile per salire in vetta è quella che parte dal Colle degli Astesiani e che in circa un'ora raggiunge la montagna per la cresta sud, ampia e facile da percorrere. Al colle degli Astesiani arriva la strada che collega Condove con il Colle del Colombardo, asfaltata in basso e sterrata in alto.
Quando c'è abbastanza neve la Punta Sbaron può essere raggiunta con gli sci da sci alpinismo, anzi è considerata una gita adatta anche ai principianti di questo sport.